# Antiparallélogramme

Un antiparallélogramme.

L'antiparallélogramme ou contre-parallélogramme est un quadrilatère croisé dont les côtés non adjacents sont de même longueur.
Ce n'est pas un parallélogramme : il a deux côtés opposés qui ne sont pas parallèles et même, qui se coupent.

## Propriétés

Trois cercles associés à un antiparallélogramme

- Dans un antiparallélogramme les angles opposés ont la même mesure.
- Les diagonales sont parallèles.
- L'antiparallélogramme admet un axe de symétrie qui est la médiatrice des diagonales.
- Les deux côtés opposés prolongés les plus longs ont leur point d'intersection situé sur cette médiatrice.
- Son enveloppe convexe est délimitée par le trapèze isocèle formé par les deux côtés non croisés et les diagonales[1].
- L'antiparallélogramme est inscriptible dans un cercle[2].
- Les côtés prolongés de l'antiparallélogramme sont les bitangentes de deux cercles[3].

## Figure articulée

Si les sommets A, B, C et D sont articulés, la figure varie, mais le produit AC.BD reste constant, égal à AD2 – AB2.
On le démontre en considérant la puissance du point C par rapport au cercle de centre B passant par A.
Lorsque les sommets A et C sont fixes, le point d'intersection des côtés [AD] et [BC] parcourt une ellipse quand l'antiparallélogramme se déforme. Cette propriété a été utilisée par Frans van Schooten pour concevoir un ellipsographe.